# لینکلن کونتیننتال مارک هفت
لینکولن کونتیننتال مارک هفت (Lincoln Continental Mark VII) خودرویی است که در سال‌های ۱۹۸۴–۱۹۹۲تولید شده‌است.
طراحی آن خودروهای موتور جلو-محور عقب بوده وزن آن در حالت طبیعی ۳٬۷۴۸ پوند (۱٬۷۰۰ کیلوگرم) است. سیستم جعبه‌دندهٔ آن ۴ دنده به صورت خودکار است.